# Epiphanienkirche (Hamburg-Winterhude)

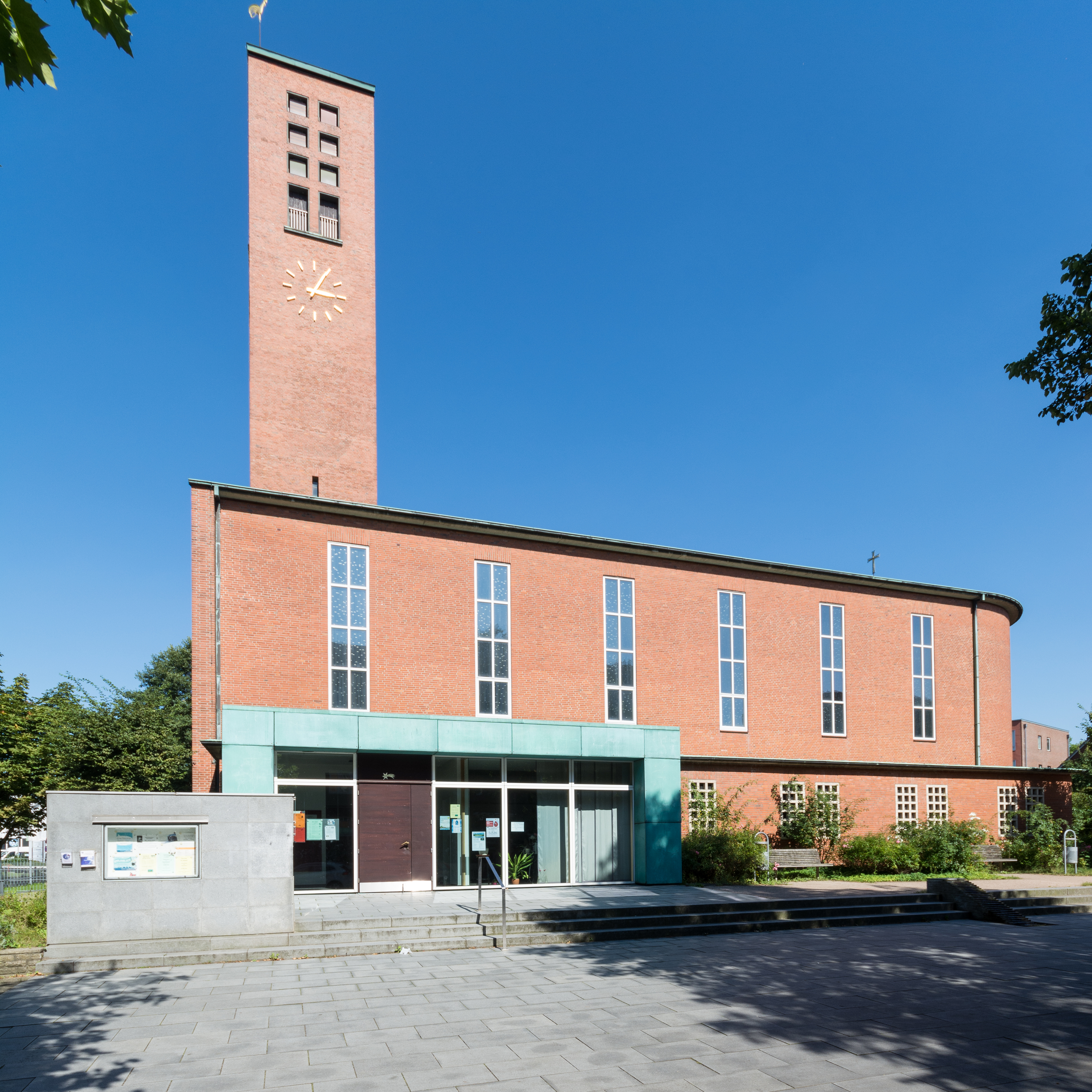
Ansicht von der Semperstraße

Die Epiphanienkirche in Hamburg-Winterhude ist das Kirchgebäude der evangelisch-lutherischen Epiphaniengemeinde, die zur Nordkirche gehört. Das heute nebst Pfarrtrakt unter Denkmalschutz stehende Gebäude befindet sich an der Ecke Wiesendamm/Semperstraße.

## Architektur
Die Kirche wurde von den Architekten Friedrich Ostermeyer und Paul Suhr bereits ab 1956 geplant. Der Stil der 1950er-Jahre prägt die ganze Kirche. Sie fügt sich mit ihren klaren, reduzierten Formen in den modernistischen Stil der angrenzenden Jarrestadt ein und grenzt sich gleichzeitig durch die Verwendung vergleichsweise heller Ziegel in der Verkleidung von den Wohngebäuden ab. Ostermeyer war in den späten 1920er-Jahren auch an der Errichtung der Jarrestadt beteiligt, so dass er in der Kirche seine damalige Formensprache aufgreifen und variieren konnte.
Der Bau wurde nicht unmittelbar nach dem Entwurf begonnen, sondern konnte erst in den frühen 1960er-Jahren stattfinden. 1962 war der Bau abgeschlossen. Bis auf einen modernen Vorbau am Eingangsbereich ist die Kirche seit dem Bau nicht wesentlich verändert worden.
Der 37 m hohe Turm zeigt die gleiche schlichte Fassadengestaltung wie das ganze Gebäude. Das für 450 Personen ausgelegte Kirchenschiff besitzt einen rechteckigen Grundriss, zwei niedrige Seitenschiffe auf der Nord- und Südseite und einen hohen halbrunden Chorabschluss, durch den der Blick des Betrachters auf die farbigen Fenster hinter dem Altar gelenkt wird.

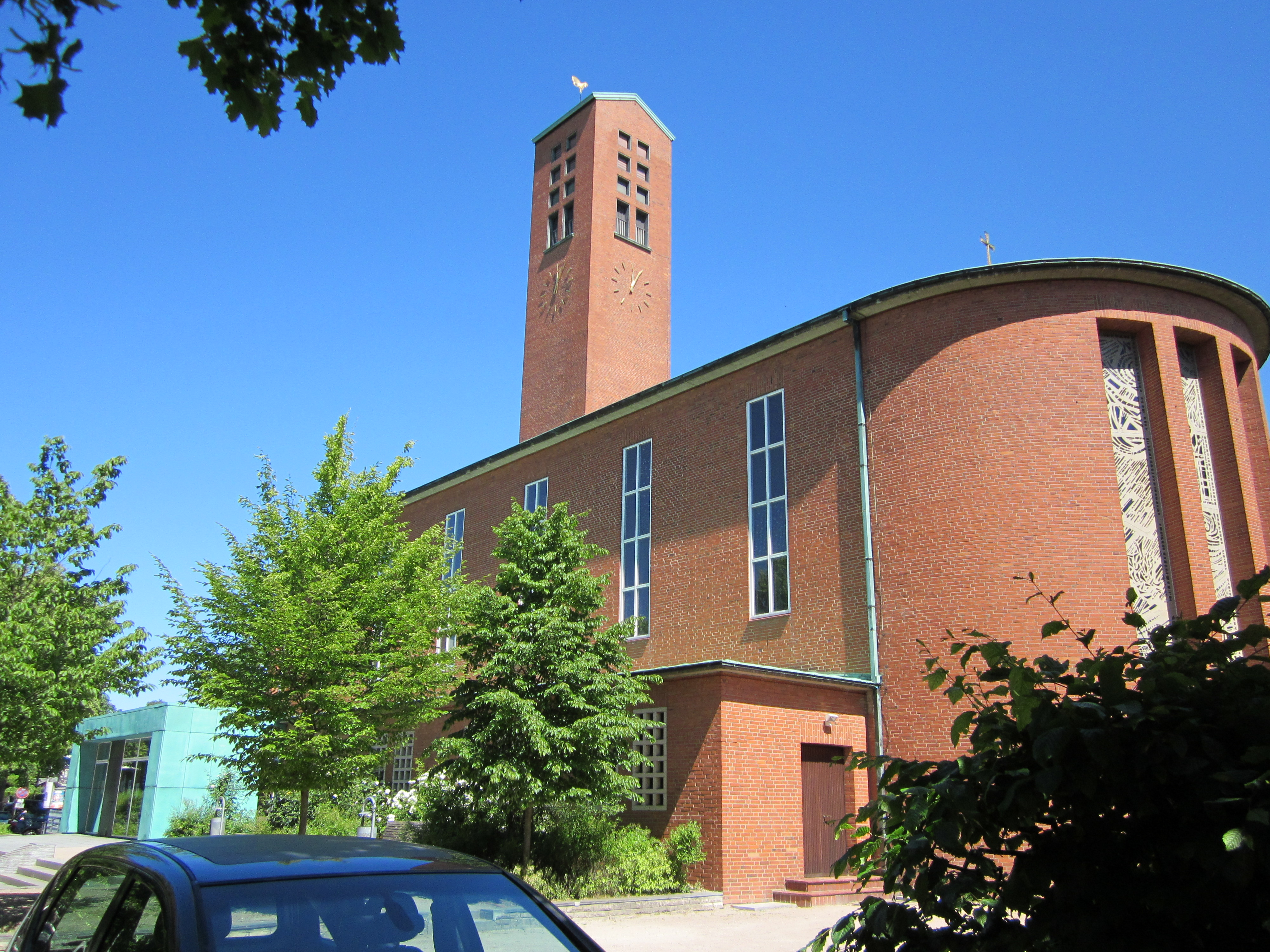
Chorseite des Kirchenschiffs
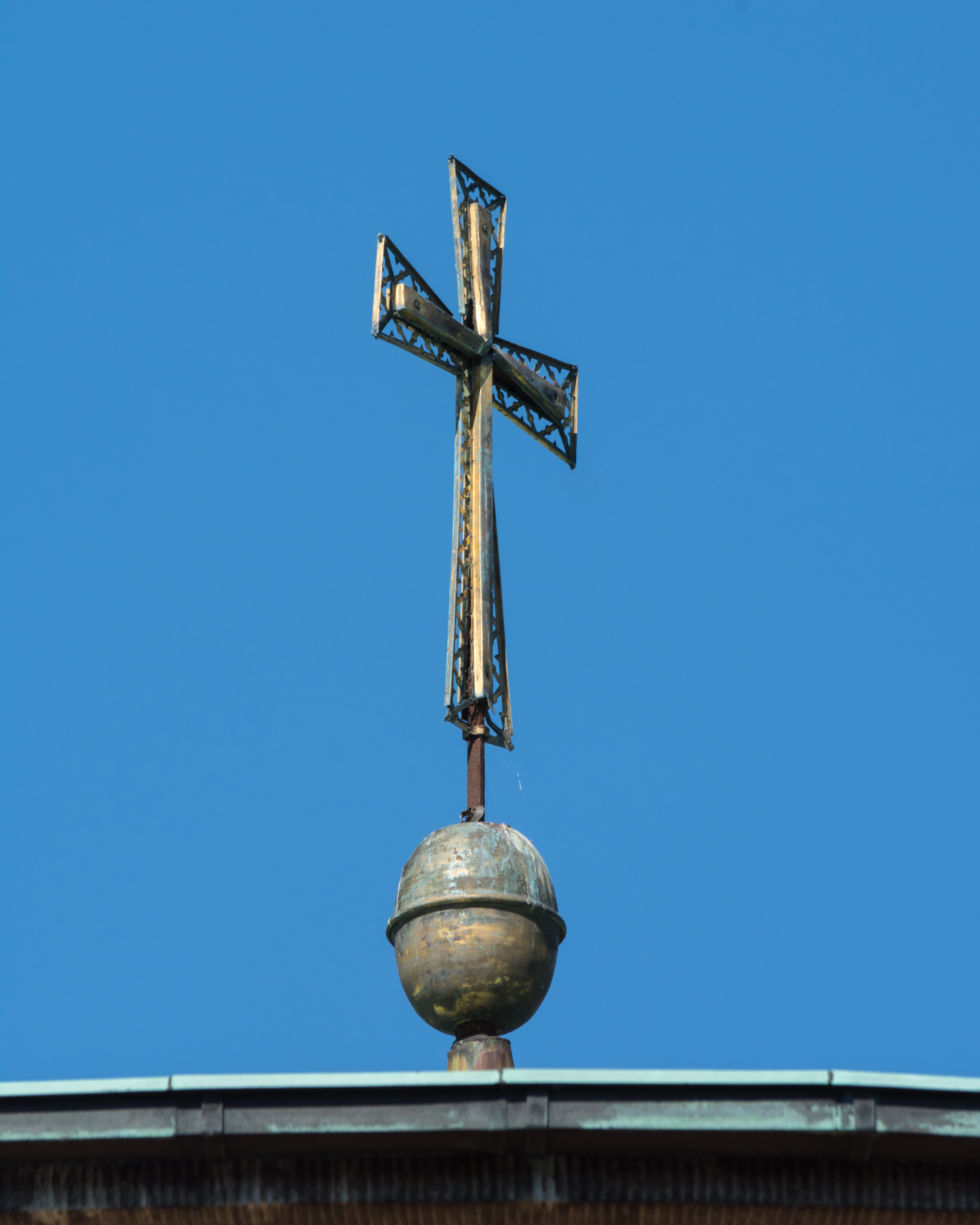
Kreuz auf dem Dach
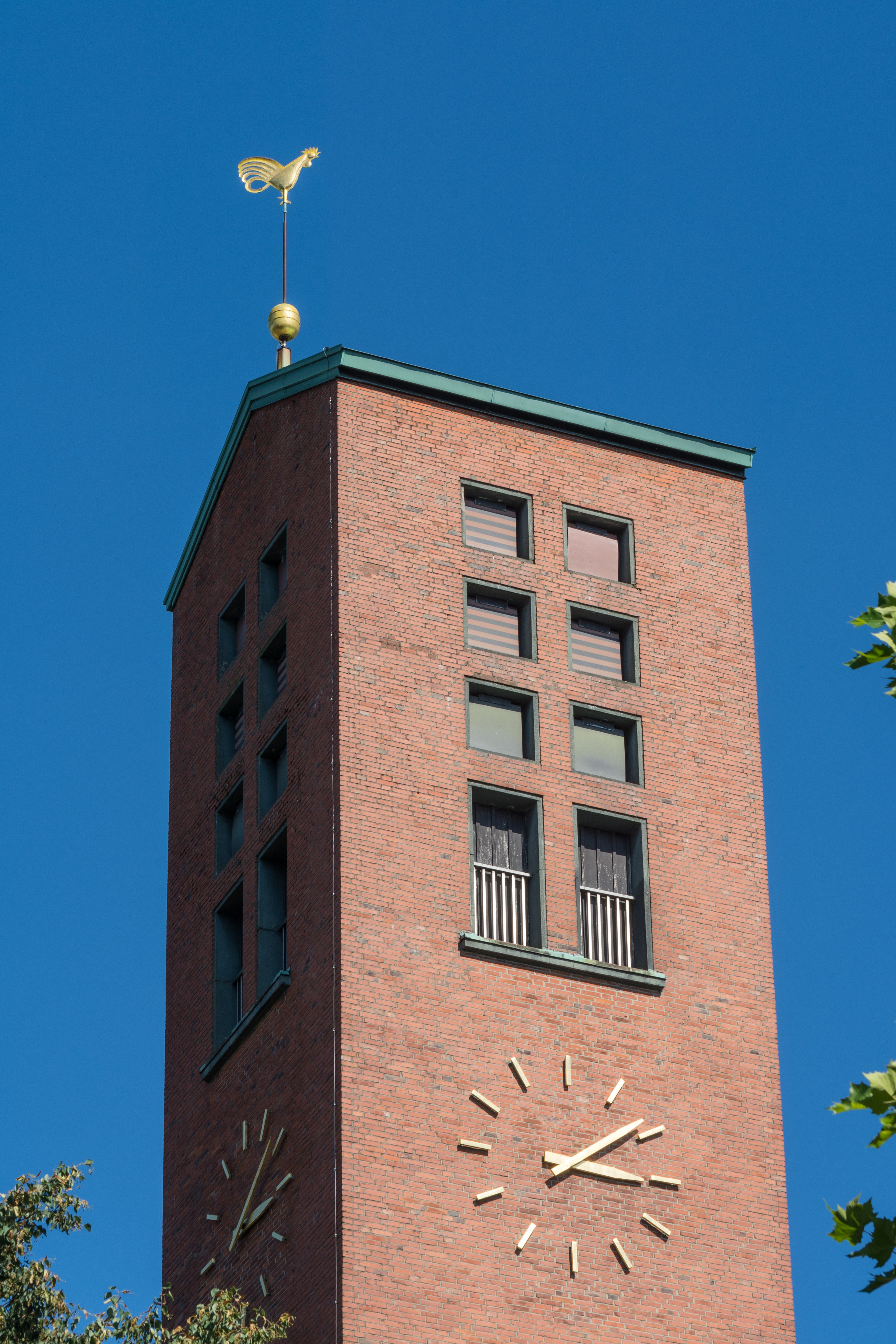
Turmspitze mit Wetterhahn
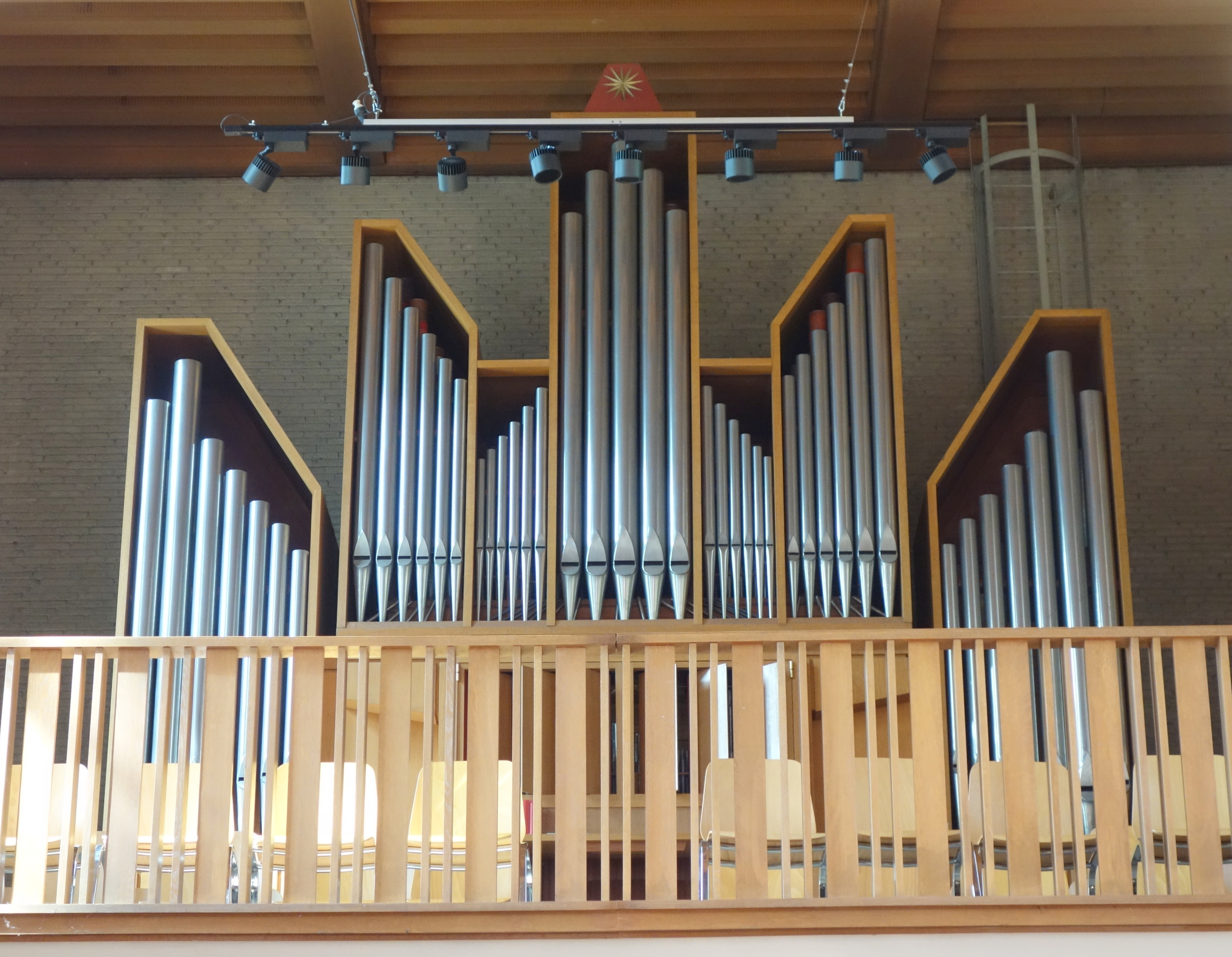
Prospekt der Orgel

## Ausstattung und Orgel
Die Fenster im Altarraum und im Kirchenschiff hat Gerhard Hausmann gestaltet. Dabei zeigen nur die Fenster hinter dem Altar eine starke Farbigkeit und klassische religiöse Symbolik.
Die Orgel wurde 1967 von Grollmann Orgelbau errichtet. Sie verfügt über 25 Register, die auf zwei Manuale und Pedal verteilt sind.

Die Disposition der Orgel lautet:
| I Hauptwerk C– |              |       |
| 1.             | Quintadena   | 16′   |
| 2.             | Prinzipal    | 8′    |
| 3.             | Rohrflöte    | 8′    |
| 4.             | Oktave       | 4′    |
| 5.             | Gemshorn     | 4′    |
| 6.             | Nasat        | 2 ⁄3′ |
| 7.             | Oktave       | 2′    |
| 8.             | Waldflöte    | 2′    |
| 8.             | Mixtur IV-VI |       |
| 10.            | Trompete     | 8′    |
|                | Tremulant    |       |

| II Brustwerk C– |                 |       |
| 11.             | Gedackt         | 8′    |
| 12.             | Blockflöte      | 4′    |
| 13.             | Prinzipal       | 2′    |
| 14.             | Quinte          | 1 ⁄3′ |
| 15.             | Sesquialtera II |       |
| 16.             | Scharff III     |       |
| 17.             | Regal           | 16′   |
| 18.             | Dulzian         | 8′    |
|                 | Tremulant       |       |

| Pedal C– |             |     |
| 19.      | Subbass     | 16′ |
| 20.      | Prinzipal   | 8′  |
| 21.      | Oktave      | 4′  |
| 22.      | Nachthorn   | 2′  |
| 23.      | Mixtur IV-V |     |
| 24.      | Posaune     | 16′ |
| 25.      | Trompete    | 8′  |

- Koppeln: I/II, I/P, II/P